# Ferrovial Construcción
Ferrovial Construcción, anteriormente denominada Agroman, es una empresa constructora española, filial de Ferrovial, fundada en 1927.
Tiene licencia de empresa operadora ferroviaria de la Agencia Estatal de Seguridad Ferroviaria para construcción y mantenimiento en la Red Ferroviaria de Interés General.

## Historia
El primer germen de la compañía fue la sociedad San Román y Aguirre Ingenieros, constituida por el ingeniero de caminos José María Aguirre Gonzalo y su antiguo jefe en el Metropolitano de Madrid, Alejandro San Román, sociedad que en 1927 se convertiría en la empresa constructora Agroman. Agroman fue dirigida durante gran parte de su historia por Aguirre Gonzalo, en calidad de presidente, director ejecutivo y finalmente presidente honorario de esta compañía. En sus primeros años de recorrido Agroman obtuvo grandes contratos en obras públicas que le permitieron convertirse en una de las principales constructoras del país. De la primera época se pueden destacar obras como la prolongación del dique de Las Arenas en Guecho (Vizcaya). Luego llegaron proyectos importantes realizados en Madrid en la década de 1930, como la urbanización de la Ciudad Universitaria de Madrid u obras ferroviarias como el enlace ferroviario de La Castellana.
Durante el periodo de la guerra, Agroman tuvo abundante trabajo en diferentes obras de construcción en la zona nacional. En su trayectoria posterior, durante la dictadura franquista, se pueden mencionar la excavación de la cripta del Valle de los Caídos mediante mano de obra semi-esclava, la edificación la Torre de Madrid así como las factorías de FASA Renault en Valladolid y Palencia, entre muchos otros proyectos de carreteras, ferroviarios e hidráulicos.
Ya en la época democrática, a finales de los 80, la empresa se enfrentaba a una prolongada decadencia en sus cifras. Aparentemente, tras la desaparición de Aguirre Gonzalo de la gerencia, el rumbo de la compañía no era tan claro. Aunque la situación mejoró transitoriamente en los años anteriores a 1992, en los que se ejecutaron grandes inversiones en toda España vinculadas a la Exposición Universal de Sevilla y a los Juegos Olímpicos de Barcelona, finalmente en 1995 Agroman fue adquirida por la empresa constructora Ferrovial. Pocos años después, en 1999, terminó la historia independiente de la compañía, cuando Ferrovial integró toda su actividad de construcción en una división que mantuvo el nombre Ferrovial Agroman hasta 2020, cuando el nombre de Agroman desapareció definitivamente y la empresa pasa a denominarse Ferrovial Construcción.

## Almanaque
Desde 1942, Agroman publicó anualmente un almanaque con reseñas históricas, informaciones pintorescas, efemérides, cuentos, versos curiosidades, anécdotas, biografías, enigmas y pasatiempos, aunque la mayor parte del contenido era humorístico, fundamentalmente humor gráfico, especialidad a la que desde 1951 se otorgaba un cuantioso premio anual, denominado «Paleta Agromán». Por las páginas de los primeros años del almanaque pasaron maestros como Xaudaró, Enrique Alfaraz, Galindo, Herreros, Nacher, K-Hito, Echea, Raúl Tilu, Tono, Orbegozo, Bellón, Gila, Muntañola, Chumy Chúmez, Robledano, Ozores...